# Străduța (Vermeer)
 Străduța  (neerlandeză Het Straatje) este o pictură de Jan Vermeer van Delft, creată între anii 1657–1658. Este găzduită de Rijksmuseum din Amsterdam, și este semnată în stânga jos, sub fereastră, cu literele „I V MEER”.

## Descriere
Deși pictura reprezintă într-adevăr două case și inițial a fost descrisă ca doar o singură casă, nu pare să existe nici un dubiu despre identificare. Este o pictură foarte simplă și atrăgătoare, care transmite privitorului un aspect tipic de viață olandeză așa cum se întâlnea în acea perioadă. Căminul își ascunde și își protejază locuitorii, în vreme ce fațadele nu arată privitorului decât exteriorul existenței lor intime. Această simplitate esențială este transpusă de artist într-o reprezentare a unei străzi liniștite umplută de demnitate.
Contemporani precum de Hooch și Jan Steen au pictat de asemenea cărămizi și mortar, dar tratarea lor este apropiată doar în aparență. Vermeer, ca de obicei, și-a ridicat scopul să în zone ale filozofiei care copleșesc încercările de rând ale altora prin maiestuos și sensibilitatea intimității împărtășite, de care doar el singur era capabil. Dacă era superficial, Vermeer ar semăna cu colegii săi din Delft, dar el îi depășește ușor prin profunzimea stăpânirii sale a luminii și ceții. Pictura, cronologic, trebuie să facă parte mai repede din perioada sa timpurie, pentru că el a fost inițiatorul genului în această modă particulară.
O radiografie cu raze X arată că artistul inițial a plănuit să adauge o fată șezând în dreapta aleiei deschise, dar a eliminat-o mai târziu pentru a nu perturba liniștea și echilibrul compoziției. Există numeroase copii pictate sau în acuarelă după această compoziție.
1. ↑  RKDimages, accesat în 30 iulie 2022
2. ↑   https://www.rijksmuseum.nl/nl/collectie/SK-A-2860, accesat în 16 august 2024 Lipsește sau este vid: |title= (ajutor)